# 中野彩
中野 彩（なかの あや、1973年12月11日 - ）は日本のAV女優。バルドエージェンシー所属
趣味はゴルフ・家事全般。

## 出演作品

### アダルトビデオ
2010年
- 新人妻の妄想 ～頭の中はいつも卑猥な事～ 中野彩 （3月18日、タカラ映像）
- 母さんの母乳で… 中野彩（5月1日、ABC/妄想族）
- 酔い果てた上司の奥さん 中野彩（5月7日　マドンナ）
- 義母さんの中出し介護 中野彩（5月14日東京音光）
- 素人人妻生中出し 047 やよい33歳（5月15日　プラム）
- 近親相姦 母子受精 中野彩（5月20日　センタービレッジ）
- 博多弁の母乳ママ（5月28日　H2 PROJECT  ）
- 極太の張型チンポでイキまくる美脚妻 中野彩（6月3日　センタービレッジ）
- やたらとセクシーな大家さん（6月15日　STAR PARADISE）
- 近親相姦中出し親子 中野彩（7月1日　センタービレッジ）
- 尻マ○コで強制射精させるエロ熟女 超高速尻コキでひたすらイカされる男達 （7月5日、ジャネス）
- 個人授業 ～憧れのおばさん 中野彩 36歳～（7月15日、センタービレッジ）
- 隣の浴衣夫人（7月15日 STAR PARADISE）
- 団地妻 麻雀中出し凌辱 中野彩（7月16日なでしこ）
- ばついち 2 訳ありの女	（7月23日　クリスタル映像）
- 巨乳ママ～ん！おっぱい吸わせて！ち●こシゴいて！（8月20日　NEXT GROUP）